# منطقه ژیلینا
منطقه ژیلینا (به لاتین: Žilina Region) یک منطقه در کشور اسلواکی است که شهر ژیلینا مرکز آن است.

## خصوصیات
منطقه ژیلینا ۶٬۸۰۸٫۵۸ کیلومترمربع مساحت و ۶۸۸٬۸۵۱ نفر جمعیت دارد.